# Guido Cantelli
Guido Cantelli (Novara (Itàlia), 27 d'abril, 1920 - 24 de novembre de 1956) va ser un director d'orquestra italià. Toscanini el va escollir el seu "hereu espiritual" des dels inicis de la seva carrera. Va ser nomenat director musical de La Scala, Milà el novembre de 1956, però la seva prometedora carrera es va veure truncada només una setmana més tard per la seva mort als 36 anys en l'accident de París del "Vol 451 de les companyies aèries italianes", quan començava la ruta per una gira als Estats Units.

## Biografia
Primers anys
Cantelli era fill d'Antonio i Angela (de soltera Riccardone). Va començar a estudiar música quan encara era molt jove. Del 1939 al 1941 va estudiar amb Arrigo Pedrollo, i després, del 1941 al 1942, amb Giorgio Federico Ghedini i Antonino Votto. El 1940 va començar la seva carrera de director, graduant-se al Conservatori de Milà el 1943.

## Carrera
Cantelli va estudiar al Conservatori de Milà i va començar una prometedora carrera de direcció. El 1943, va obtenir elogis per una representació de La traviata al Teatre Coccia. A més de ser el director, Cantelli també va ser el director artístic de la representació.
La carrera de Cantelli es va veure interrompuda per la Segona Guerra Mundial, durant la qual es va veure obligat a servir a l'exèrcit italià, després col·locat en un camp de treball alemany a causa de la seva franca oposició als nazis. Va ser enviat amb un equip de treballadors a Frankfurt del Main. Mentre estava a Alemanya, Cantelli va ser internat en un camp de concentració a Szczecin. Va emmalaltir i va aconseguir escapar del campament. Cantelli va ser repatriat a Itàlia el 1944, establint-se a Torí. Va reprendre la seva carrera musical després que els aliats alliberessin Itàlia.
Després de reprendre la seva carrera musical a Torí, Cantelli va ser convidat a dirigir alguns concerts amb l'Orquestra Simfònica de la Ràdio de Milà. Riccardo Pick-Mangiagalli, director del Conservatori de Milà, va decidir que era el moment de presentar el jove director al gran públic, organitzant un concert a la "Cort Rocchetta del Castell Sforza" el 27 de juliol de 1945, encarregant a Cantelli l'Orquestra de La Scala. El programa va ser molt provador, i va incloure, entre altres coses, la Simfonia núm. 6 de Piotr Ilitx Txaikovski, o (Simfonia Patètica). L'actuació va assenyalar immediatament la "elegància innata del gest de Cantelli, la força interpretativa i la puresa estilística, que, animades per l'impuls juvenil del jove director, van causar una gran impressió en el públic".

Després de l'èxit del concert del Castell Sforza, Cantelli va començar una exitosa carrera internacional. Aquesta carrera el portaria als principals escenaris del món, on dirigiria les orquestres més famoses del món. Va ser aclamat tant pel públic com per la crítica. Tanmateix, malgrat tots els elogis i l'èxit, l'atenció de Cantelli no es va desviar dels seus estudis. Va continuar estudiant amb "compromís i professionalitat escrupolosos", animat pel gran Arturo Toscanini. Toscanini el va veure dirigir a La Scala, Milà, i va quedar impressionat. Els resultats d'aquests estudis estilístics de Cantelli van madurar el 21 de maig de 1948, amb un concert que, d'alguna manera,
«marcà la seva definitiva consagració escaligerenca i alhora la seva entrada autoritzada en el reduït nombre de grans directors internacionals».
Toscanini el va convidar a dirigir l'Orquestra Simfònica de la NBC el 1949. En una nota escrita a la dona de Cantelli, Iris, el 1950, després de quatre d'aquests concerts, Toscanini va dir:
Estic content i emocionat d'informar-vos del gran èxit d'en Guido i que el vaig presentar a la meva orquestra, que l'estima com jo. Aquesta és la primera vegada en la meva llarga carrera que conec un jove tan dotat. Anirà lluny, molt lluny.
Havia debutat a Amèrica el 15 de gener de 1949, amb una "trobada molt positiva amb el públic novaiorquès". El 3 de gener de 1952 va ser rebut de nou pel públic nord-americà, dirigint la Filharmònica de Nova York. Entre aquestes dues dates, havia estat acollit a Edimburg (1950), i havia completat una aclamada gira a Londres.
Cantelli, que havia començat la seva carrera molt jove el 1940, ja actuava als grans teatres d'Europa i Amèrica el 1945. Al llarg de la seva breu carrera, havia dirigit no només a moltes de les sales de concerts més famoses d'Europa, sinó també als Estats Units i Sud-àfrica. A més de dirigir la Simfònica de la NBC de 1949 a 1954, Cantelli també va dirigir la Filharmònica de Nova York i l'Orquestra Simfònica de Boston als Estats Units i l'Orquestra Filharmònica al Regne Unit.
Mentre dirigia a Amèrica i Europa i aconseguint-hi elogis, Cantelli "va continuar també la seva carrera triomfal a la seva terra natal". Després de dedicar-se durant molt de temps a la música simfònica, Cantelli va voler tornar al "repertori líric". El resultat d'aquesta decisió va ser un memorable Così fan tutte dirigit per Cantelli a la "Piccola Scala" el 27 de gener de 1956. Cantelli, a més de la direcció, també va ser el director de l'òpera, el repartiment de la qual incloïa noms tan destacats com Elisabeth Schwarzkopf i Graziella Sciutti. L'òpera va tenir un desenllaç triomfal, i no només va confirmar les "habilitats de direcció excepcionals" de Cantelli. L'òpera es va repetir a Johannesburg, on va tenir un "èxit igualment sensacional".

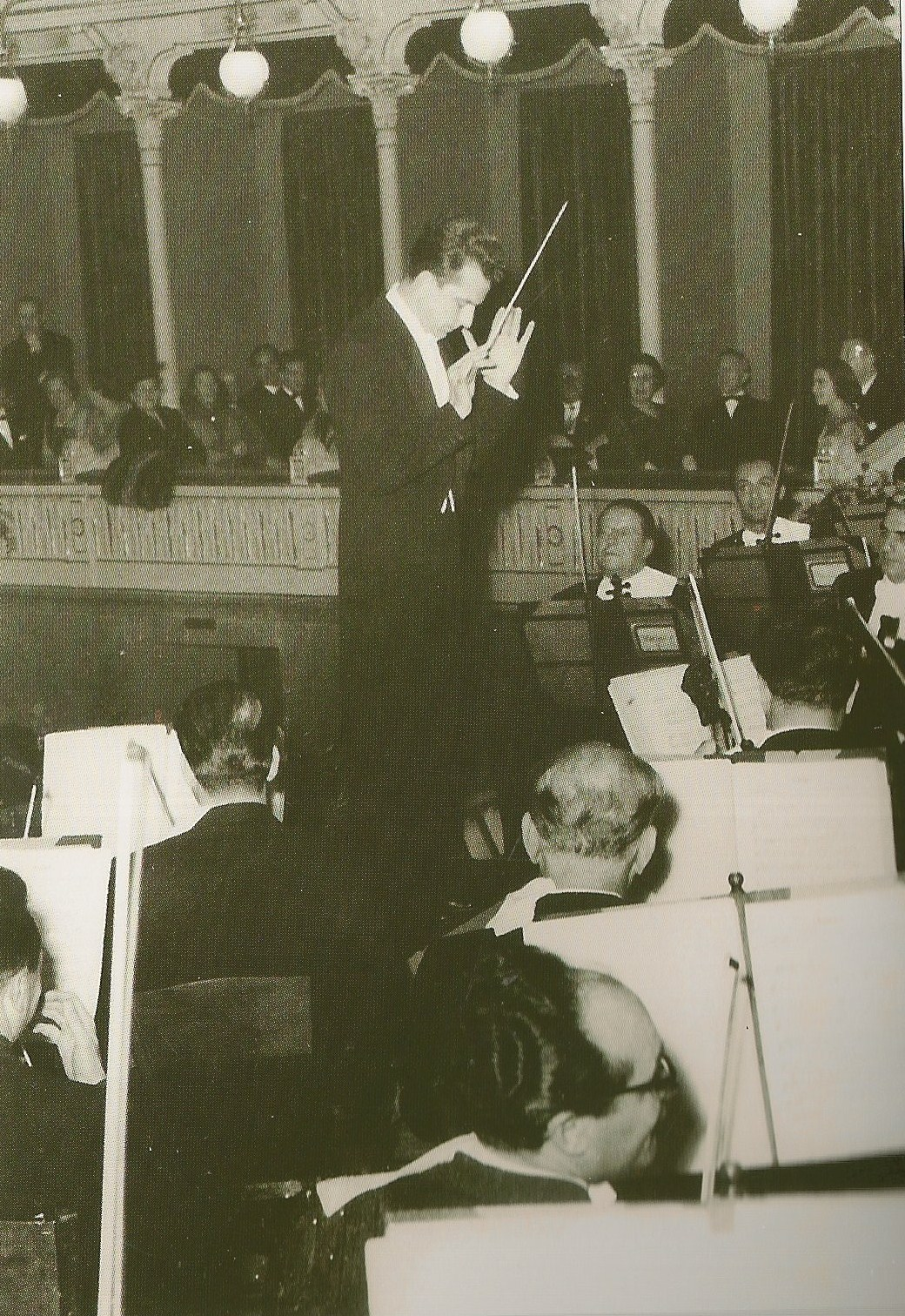
Últim concert de Cantelli a Novara

Va ser nomenat Director Musical de La Scala el 16 de novembre de 1956. Cantelli va ser cridat als Estats Units per dirigir una sèrie de concerts amb l'Orquestra Filharmònica de Nova York, però va sorgir la tragèdia. Va morir en l'accident del vol LAI 451 a l'aeroport d'Orly a París, França només una setmana després de ser nomenat director de La Scala, el 24 de novembre. Tenia 36 anys. Toscanini, que tenia una salut precaria i va morir menys de dos mesos després, no va ser informat de la mort de Cantelli.
En el moment de la seva mort, Cantelli estava sent considerat com el proper director musical de la Filharmònica de Nova York, com a successor de Dimitri Mitropoulos; en canvi, Leonard Bernstein (que també va dirigir la NBC Symphony) va ser nomenat director de la Filharmònica el 1958.

Toscanini havia escollit Cantelli el seu "hereu espiritual" des del començament de la seva carrera. Un "artista sensat i refinat", Cantelli és recordat com una "presència viva en el món de la música italiana", sobretot com un
"exemple admirable de serietat professional, el compromís artístic de la qual estava constantment dirigit a assolir una perfecció estilística severa i inextinguible".
 Cantelli tenia una forta voluntat i unes dotacions característiques que milloraven les seves habilitats comunicatives i magnetisme. Tenia un repertori ampli, que sempre va dirigir de memòria fins i tot durant els assajos. Va realitzar
"una anàlisi sistemàtica molt rigorosa, assenyalant les frases destacades de cada composició als marges de cada partitura, especificant també les característiques rítmiques i els aspectes interpretatius".
Massimo Mila va afirmar que per a Cantelli "la direcció era una vocació peremptòria i absoluta, una determinació inexorable", que li va permetre, en poc temps, dimensionar
"els secrets més recòndits de l'art de la direcció, i assolir una maduresa artística sorprenent molt aviat."[1] Va estudiar amb els més grans, aprenent els seus secrets i beneficiant-se de la seva experiència, però mai imitant ningú, "manifestant sense dubtar la seva personalitat artística", entrant, en cada execució, en un "estat quasi sobrenatural que l'aïllava". del món circumdant."
 Cantelli s'havia convertit en "una de les figures més representatives del panorama de la direcció contemporani" pels dots esmentats juntament amb, entre altres coses, les seves habilitats comunicatives amb l'orquestra i el públic, la "limpidesa" natural del seu gest, el seu magnetisme, el seu i la seva versatilitat interpretativa. No és un cas que fos considerat l'hereu viu de Toscanini.

## Actuacions i enregistraments
Cantelli va deixar un petit llegat d'enregistraments comercials i en directe. Entre aquests es troben els enregistraments de la Simfonia núm. 7 (ASD 254) i Concert per a piano núm. 5 de Beethoven (amb Walter Gieseking i l'Orquestra Filharmònica de Nova York al Carnegie Hall a partir del 25 de març de 1956), la Simfonia núm. 29 de Mozart a l'ALP 1461 de HMV, Sinfonia nº. 8 de Franz Schubert. (ALP 1325), la Simfonia núm. 1 i la Simfonia núm. 3 de Johannes Brahms (ALP 1152) (BLP 1083), la Simfonia en re menor de César Franck (ALP 1219 en mono) (amb la NBC Symphony al Carnegie Hall en estèreo des del 6 d'abril de 1954), Quadres d'una exposició de Mússorgsky, Simfonia, Mathis der Maler de Paul Hindemith: 2n concert per a piano de Franz Liszt amb Claudio Arrau i peces més curtes de Maurice Ravel (ALP 1207), Gioacchino Rossini i altres. Va gravar Les quatre estacions d'Antonio Vivaldi amb la Filharmònica de Nova York per a Columbia Records. Va gravar una bona interpretació de la Simfonia núm. 6 (Patètica) de Txaikovski amb The Philharmonia Orchestra [HMV]
La seva única representació d'òpera supervivent és Così fan tutte, de La Scala el 1956. També hi ha un enregistrament en directe del Rèquiem de Giuseppe Verdi (amb Herva Nelli). Va dirigir el Rèquiem de Mozart a La Scala l'any 1950. Hi ha enregistraments en directe amb la Filharmònica de Nova York de Beethoven el primer i cinquè concert per a piano, amb Rudolf Serkin com a solista, de 1953 i 1954, respectivament.
Les simfonies de Franck, Brahms 3, Schubert 8 i Beethoven 7 van estar entre els seus pocs enregistraments estèreo. Just abans de morir, Cantelli va gravar els tres últims moviments de la Simfonia núm. 5 de Beethoven en estèreo per a EMI, però no va gravar el primer moviment, a causa d'un projecte de construcció fora del Kingsway Hall de Londres. En els darrers anys, s'han posat a disposició moltes actuacions d'emissions i sessions d'enregistrament amb la NBC Symphony, de 1949 a 1954.
Hi ha un videoclip de Cantelli dirigint els moments finals de l'obertura de Rossini a Semiramide.

## Vida personal
L'esposa de Cantelli era Iris Cantelli, de soltera Bilucaglia, filla d'un conegut pediatre i obstetra italià d'Ístria, que va haver d'abandonar la seva terra natal a l'èxode d'Ístria-Dàlmata. Van tenir un fill junts, Leonardo, que tenia només 5 mesos en el moment de la mort del seu pare.